# Acinaces

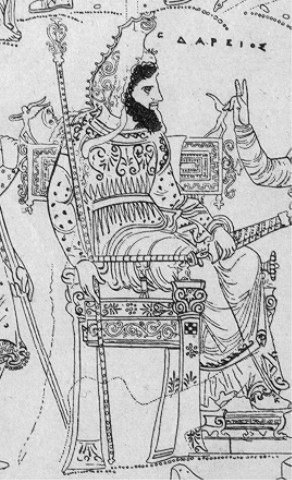
Darío I con una acinaces en la rodilla.

Acinaces, o también akinakes (en griego ἀκινάκης) o akinaka (hipotéticamente del persa antiguo akīnakah, sogdiano kynʼk) es el término usado para referirse a un tipo de espada o daga utilizada principalmente en el primer milenio a. C. en la región mediterránea oriental, especialmente por los medos, escitas y persas, y luego por los griegos. Los romanos creían que esta arma tenía su origen en los medos.

## Origen y diseño
El diseño del arma tiene un origen escita, aunque es famoso gracias a los persas, los cuales hicieron que el arma tuviera una extensión rápida en el mundo antiguo, tanto que pudo tener influencia en el diseño de las primeras armas chinas. Los acinaces son largos, normalmente de 36 a 46 centímetros, con dos bordes afilados  y un protector cruciforme, rectangular o redondeado.
Aunque no existió un diseño universal, la guarda podía ser lobulada con la empuñadura parecida a la de una daga de bollock, o el pomo podía estar dividido o ser del tipo “antena”.[5] La vaina define los acinaces y usualmente estaba decorada.
Solía llevarse en la cadera derecha, para permitir una extracción rápida y obtener así una posición mucho más favorable, acompañada del factor sorpresa.

## Identificación

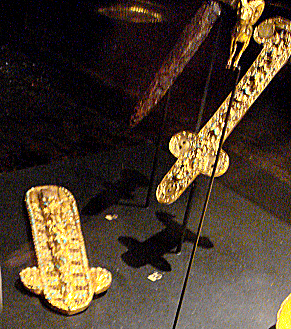
Acinaces de oro encontrados en el sitio arqueológico de Tillia tepe, Afganistán.

Heródoto menciona un uso ritual del acinaces, ofrecido junto a una crátera de oro al mar por el rey aqueménida Jerjes I, como ofrenda al sol o en desagravio por haber ordenado flagelar el Helesponto. Pero los textos antiguos dicen bastante poco sobre la acinaces, solamente que era un tipo de espada persa. A causa de esto, los escritores en latín tendían a relacionar la acinaces con cualquier arma que utilizaran los persas contemporáneos. Así, con frecuencia el término es usado en textos medievales en latín para referirse a la cimitarra o algo similar. Paulus Hector Mair llegó a traducir dussack, un arma alemana, como acinaces, ya que era encorvado como una cimitarra, y de la misma manera, los autores jesuitas que describían el antiguo Japón, usaban el término acinaces para referirse a una katana.
Sin embargo, el shamshir persa es un arma relativamente reciente, y no existió en la antigüedad. Los persas de la época del Imperio aqueménida utilizaban más de un tipo de espadas: en representaciones artísticas de la antigua Persia, se suele mostrar a los guardaespaldas del rey, y a la nobleza importante, que lleva dagas diagonales adornadas; en el arte griego, por otra parte, suelen aparecer soldados persas que usan el kopis. Por lo tanto hay que realizar algunas investigaciones para poder determinar cuales eran las acinaces.